# Hideki Nagai
Hideki Nagai (永井 秀樹 Nagai Hideki?, nacido el 26 de enero de 1971 en Ōita) es un exfutbolista japonés. Jugaba de centrocampista y su último club fue el Tokyo Verdy de Japón.

## Trayectoria

### Clubes
| Club                | País  | Año         |
| ------------------- | ----- | ----------- |
| Verdy Kawasaki      | Japón | 1992 - 1997 |
| Fukuoka Blux        | Japón | 1995        |
| Shimizu S-Pulse     | Japón | 1996        |
| Yokohama Flügels    | Japón | 1998        |
| Yokohama F. Marinos | Japón | 1999 - 2000 |
| Tokyo Verdy         | Japón | 2001 - 2002 |
| Oita Trinita        | Japón | 2004        |
| FC Ryukyu           | Japón | 2005        |
| Tokyo Verdy         | Japón | 2006 - 2007 |
| FC Ryukyu           | Japón | 2008 - 2013 |
| Tokyo Verdy         | Japón | 2014 - 2016 |

## Estadística de carrera

### J. League
| Club                | Año   | J. League | J. League | Copa J. League | Copa J. League | Total | Total |
| Club                | Año   | Part.     | Goles     | Part.          | Goles          | Part. | Goles |
| ------------------- | ----- | --------- | --------- | -------------- | -------------- | ----- | ----- |
| Verdy Kawasaki      | 1992  | -         | -         | 3              | 0              | 3     | 0     |
| Verdy Kawasaki      | 1993  | 20        | 3         | 7              | 3              | 27    | 6     |
| Verdy Kawasaki      | 1994  | 15        | 0         | 2              | 0              | 17    | 0     |
| Shimizu S-Pulse     | 1996  | 29        | 3         | 16             | 5              | 45    | 8     |
| Verdy Kawasaki      | 1997  | 19        | 2         | 5              | 2              | 24    | 4     |
| Yokohama Flügels    | 1998  | 32        | 12        | 4              | 0              | 36    | 12    |
| Yokohama F. Marinos | 1999  | 22        | 5         | 4              | 2              | 26    | 7     |
| Yokohama F. Marinos | 2000  | 21        | 0         | 5              | 1              | 26    | 1     |
| Tokyo Verdy         | 2001  | 20        | 5         | 2              | 0              | 22    | 5     |
| Tokyo Verdy         | 2002  | 11        | 2         | 3              | 0              | 14    | 2     |
| Oita Trinita        | 2004  | 2         | 0         | 3              | 0              | 5     | 0     |
| Tokyo Verdy         | 2006  | 29        | 1         | -              | -              | 29    | 1     |
| Tokyo Verdy         | 2007  | 18        | 3         | -              | -              | 18    | 3     |
| Tokyo Verdy         | 2014  | 11        | 0         | -              | -              | 11    | 0     |
| Tokyo Verdy         | 2015  | 18        | 0         | -              | -              | 18    | 0     |
| Tokyo Verdy         | 2016  | 3         | 0         | -              | -              | 3     | 0     |
| Total               | Total | 270       | 36        | 54             | 13             | 324   | 49    |

## Palmarés

### Títulos nacionales
| Título             | Club             | País  | Año  |
| ------------------ | ---------------- | ----- | ---- |
| Copa J. League     | Verdy Kawasaki   | Japón | 1992 |
| Copa J. League     | Verdy Kawasaki   | Japón | 1993 |
| J1 League          | Verdy Kawasaki   | Japón | 1993 |
| Copa J. League     | Verdy Kawasaki   | Japón | 1994 |
| J1 League          | Verdy Kawasaki   | Japón | 1994 |
| Copa J. League     | Shimizu S-Pulse  | Japón | 1996 |
| Copa del Emperador | Yokohama Flügels | Japón | 1998 |